# Les Islettes
Les Islettes è un comune francese di 871 abitanti situato nel dipartimento della Mosa nella regione del Grand Est.

## Società

### Evoluzione demografica
Abitanti censiti